# 임실 용암리 사지 석조비로자나불상
임실 용암리 사지 석조비로자나불상(任實 龍岩里 寺地 石造毘盧舍那佛像)은 대한민국 전북특별자치도 임실군 신평면 용암리사지에 있는 남북국 시대 신라의 불상이다. 1977년 12월 31일 전라북도의 유형문화재 제82호로 지정되었다.

## 개요
임실군 신평면 용암리 84번지 <임실 진구사지> 경내 보호각에 있는 석불이다. 통일신라시대~고려초기 제작된 것으로 추정된다. 당초 석불은 중기사 법당에 모셔져 있었는데 1948년 <중기사 철조여래좌상>(유형 268호)과 함께 석고로 도분을 했기 때문에 1978년 도 유형문화재로 지정된 것은 현재 석불을 받치고 있는 연화좌대가 <중기사 연화좌대>라는 이름으로 지정되었다. 좌대는 상대, 중대, 하대석 모두 팔각으로 중대안상(中臺眼象)에 합장한 좌상이 조각되어 있고, 하대 역시 각 면마다 문양이 조각되어 있다. 1998년경 임실 진구사지 경내 발굴과정에서 중기사를 현재의 위치로 옮겼으며, 이때 석불의 도분을 벗겨냈다. 이 시기 연화좌대와 석불이 한 몸이라는 연구결과에 따라 2003년 임실 용암리사지 석조비로자나불상으로 개칭하였다. 2014년 <임실 진구사지> 경내 보호각을 건립하고 석불을 이안했으며, 2020년 <임실 진구사지 석조비로자나불상>으로 이름을 고쳤다.

## 참고자료
- 임실 용암리 사지 석조비로자나불상 - 국가유산청 국가유산포털